# O-ring

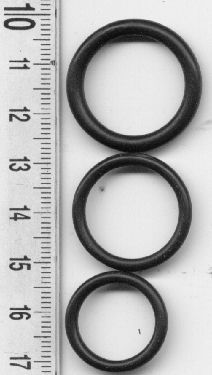
Några o-ringar i mindre dimensioner.

För BDSM-symbolen, se O-ring (BDSM). För orienteringstävlingen, se O-Ringen.
En o-ring är en ringformad packning gjord av ett elastiskt material, till exempel någon plast eller syntetiskt gummi. O-ringen placeras i en aningen för liten skåra i godset mellan till exempel två pumpdelar. När de två delarna pressas ihop deformeras o-ringen och sluter tätt mot väggarna.
O-ringens tvärsnitt är vanligtvis cirkelrunt, men de finns även med rektangulärt eller x-format tvärsnitt, s. k. X-ringar.
För att öka o-ringens tryckhållfasthet, så kan man använda en stödring, som består av plast, eller en hårdare gummikvalité än själva o-ringen. Denna monteras på o-ringens lågtryckssida, och stöder därmed upp o-ringen.

## Historia
Den svenske uppfinnaren J. O. Lundberg beviljades patent för o-ringen i Sverige år 1896. 
En dansk-amerikansk uppfinnare, Niels Christensen, beviljades amerikansk patent på sin förbättrade och utvecklade o-ring år 1937. 

## Statisk eller dynamisk
O-ringar kan monteras antingen statiskt eller dynamiskt. Dynamisk montering innebär att en av de tätande ytorna kan röra sig relativt o-ringen. Som exempel på en dynamiskt monterad o-ring kan nämnas tätning av en kolv i en cylinder. Dynamiskt monterade o-ringar väljs vanligtvis med ett något större tvärsnitt relativt innerdiametern än statiska.  En dynamisk o-ring kan alltså täta en linjär axiell rörelse, men däremot är o-ringar inte så bra på att täta roterande rörelser. Detta beror på att det inte byggs upp någon smörjfilm i tätningsytan vilket leder till att o-ringen blir varm och förstörs. För att täta roterande rörelser får man istället använda läpptätningar eller en mekanisk plantätning.

## Axiell eller radiell
Klämningen av en o-ring kan vara antingen axiell eller radiell. Fördelarna med axiell klämning är att den är mycket lättare att demontera, och att den kan komprimeras med hjälp av ett skruvförband. Fördelarna med radiell klämning (axiell montering) är att den kan tillåta rörelse och kompensera långa toleranskedjor. Radiellt klämda (axiellt monterade) o-ringar måste konstrueras med en införingsfas på max 20 grader, annars kan de skadas; skjuvas eller klippas. Radiellt klämda (axiellt monterade) o-ringar behöver smörjas vid montering, och då är det bra om man väljer ett material som tål fett och olja tex nitrilgummi (NBR). Ytterligare ett sätt att montera o-ringen är i en 45 graders fas. Detta är en kombination av radiell och axiell montering. Fördelarna är att det tätar av mellan tre ytor istället för två, nackdelarna är att toleranskraven på bearbetningen blir högre.

## Montering
För att underlätta montering är det bra om man kan montera oringen på en utvändig cylinderyta. Man väljer då en o-ring med något mindre diameter än cylinderytan, då kommer den att hållas på plats genom att den kläms mot ytan. O-ringar kan töjas ut ca 10% utan problem. 

## Inbyggnadsmått
Metriska o-ringar finns med standardtvärsnitten: 1,6, 2,4, 3,0, 5,7 och 8,4 mm. Spårdjupet ser till att o-ringen kläms lagom mycket för att täta. Spårbredden måste vara tillräckligt vid så att o-ringen kan tillåtas expandera i sidled, eftersom massivt gummi är inkompressibelt.
| Tvärsnitt      | 1,6  | 2,4  | 3,0 | 5,7  | 8,4  |
| -------------- | ---- | ---- | --- | ---- | ---- |
| Spårdjup       | 1,25 | 1,85 | 2,4 | 4,85 | 7,5  |
| Spårbredd      | 2,3  | 3,1  | 3,7 | 6,4  | 9,0  |
| Bottenradie    | 0,5  | 0,5  | 1   | 1    | 1    |
| 45 graders fas | 2,1  | 3,3  | 4,1 | 7,85 | 11,6 |

## Service
Vid stor service av maskiner är det vanligt att man byter ut alla o-ringar och packningar. Om det då skulle vara så att man saknar en o-ring av en specifik dimension, så kan man tillverka en av o-ringssnöre. Man klipper helt enkelt till oringssnöre till lämplig längd och limmar ihop det till en oring. O-ringsnöre används även vid tillverkning av o-ringar med ej standardiserad diameter.